# Clicbot
Clicbot — робот, созданный для игры и обучения детей робототехнике и программированию в простой и увлекательной форме. Робот вошёл в топ 100 инноваций в робототехнике по итогам 2020 года, заняв 15 место.

## Назначение робота Clicbot
Основное назначение робота — образовательные проекты. Его можно обучить следить за перемещением человека, играть с ним в игры или запрограммировать на простые действия. Например, чтобы он подавал стаканчик с кофе, делал фотографии, реагировал на движения, ездил, шагал, танцевал, ходил по вертикальной поверхности. Программирование робота происходит внутри специального приложения, доступного для iOS и Android. В среде разработки Clicbot есть свое комьюнити, где доступны уроки и инструкции по обучению робота. А также в этом комьюнити любой участник может выложить свои конфигурации программирования робота и ими могут воспользоваться другие.

## Разработка и выпуск
Робот Clicbot разработан китайским стартапом KEYi Tech LTd. Дизайн устройства придумал профессиональный аниматор Карлос Баэн из легендарной студии Pixar, известный своим участием в работе над «личностями» Cozmo и Vector. Баэн придумал для Clicbot цилиндрическую голову с единственным циклопическим глазом.
Широкой публике робота представили на международной выставке электроники CES 2020, которая прошла в американском Лас-Вегасе в январе 2020 года.

## Технические возможности
Clicbot состоит из нескольких блоков. Это так называемый «мозг» устройства, который включает в себя блок с дисплеем и камеры с датчиками, а также скелет и суставы. Clicbot может передвигаться с помощью колесиков или лапок с датчиками давления. В наборе также есть захватывающие клешни, которые дают возможность роботу совершать простые действия: брать предметы, например, чашку с водой или карандаш. Кроме того, в комплект входят присоски для перемещения робота по вертикальной поверхности, зарядная станция и держатель для телефона, с помощью которого можно использовать Clicbot в качестве личного фотографа для проведения интервальной/панорамной съемки. Управление роботом-помощником осуществляется через мобильное приложение ClicBot.
Clicbot легко собирается и имеет до 1000 различных конфигураций, зависящих только от фантазии пользователя — от гоночного автомобиля с дистанционным управлением, шагающего четвероногого робота до робота-паука, который карабкается по стенам. Clicbot также может принять вид какого-нибудь животного, например, верблюда, белки, собаки.
В Clicbot также заложена возможность эмоциональных реакций на различные внешние стимулы. Всего их 200: он слышит, видит, радуется, отзывается на ласковые слова и поглаживания.
Эмоции и движения робота можно программировать в специальном приложении с помощью перетаскивания готовых «блоков» Blockly от Google или написания собственного программного кода, используя язык программирования Python.
После проектирования новой конфигурации робота она будет отображаться в приложении. Пользователь увидит именно то, как робот будет выглядеть, в виде вращаемого трёхмерного рендеринга.
Есть также две настройки с предустановленными «личностями» (Bic и Bac), которые не нужно кодировать.
У Clicbot есть несколько встроенных датчиков на корпусе, которые отслеживают жесты, касания и распознают лица. Камера используется для обнаружения людей и их положения, что позволяет роботу следовать за движениями человека. А в специальном приложении можно получить точное представление о том, что видит сейчас Clicbot.
Снизу у робота встроен микрофон, который может обнаруживать и усиливать звуковые команды.